# Deutsche Sledge-Eishockey Liga 2015/16
Die Saison 2015/16 war die 16. Spielzeit der Deutschen Sledge-Eishockey Liga. Die Saison startete am 12. September 2015 und endete am 20. März 2016. Die Weserstars Bremen gewannen zum zweiten Mal in Folge die Meisterschaft. Die Spielgemeinschaft Preussen/Sachsen belegte den zweiten Platz.

## Teilnehmer
Am Spielbetrieb nahmen im Vergleich zum Vorjahr die gleichen Mannschaften teil:
- Weserstars Bremen
- SG Preussen/Sachsen
- SG Kamen/Wiehl
- Ice Lions Langenhagen

## Modus
Die vier teilnehmenden Mannschaften trugen die Spielzeit im Ligasystem als Doppelrunde aus, jedes Team spielte insgesamt 12 Mal und somit viermal gegen jede andere Mannschaft. Für einen Sieg gab es drei Punkte. Bei einem Unentschieden folgte ein Penaltyschießen. Der Sieger des Penaltyschießens erhielt zwei Punkte, der unterlegenen Mannschaft wurde ein Zähler gutgeschrieben.

## Abschlusstabelle
Abkürzungen: Sp = Spiele, S = Siege, SnP = Siege nach Penaltyschießen, NnP = Niederlage nach Penaltyschießen, N = Niederlagen, Pkt = Punkte
|    |                       | Sp | S  | SnP | NnP | N | Tore  | Pkt |
| -- | --------------------- | -- | -- | --- | --- | - | ----- | --- |
| 1. | Weserstars Bremen     | 12 | 11 | 1   | 0   | 0 | 70:23 | 35  |
| 2. | SG Preussen/Sachsen   | 12 | 5  | 0   | 0   | 7 | 54:52 | 15  |
| 3. | SG Kamen/Wiehl        | 12 | 4  | 0   | 1   | 7 | 25:49 | 13  |
| 4. | Ice Lions Langenhagen | 12 | 3  | 0   | 0   | 9 | 34:51 | 9   |